# Eupithecia infimbriata
Eupithecia infimbriata es una especie de polilla de la familia Geometridae. La especie fue descrita por primera vez por Paul Dognin habiendo sido descrita en 1899, con distribución en Perú. El holotipo de la especie fue un espécimen macho descrita en Huancabamba a 6000 pies (1828,8 m) de altura sobre el nivel del mar. Tiene gran parecido con la especie brasileña Eupithecia bifasciata.

## Descripción
Es una polilla de pequeño tamaño, con una envergadura de 26 milímetros (1 plg). Las alas son marrón rojizo irregular, atravesado por dos zonas marrón negruzco. La zona media está además coloreada irregularmente e invadida por blanco en su centro entre el 1 y la línea subcostal.: Notas 1 . Cuenta con flecos mezclados con rojizo, marrón y blanco.
La parte superior de las patas inferiores son de color grisáceo brillante, sin flecos excepto unos pocos pelos en el ápice. Los palpos son marrones. La cabeza y tórax son de color gris parduzco, mientras que la parte superior del abdomen es de color rojo, con el centro de cada anillo llevando en su borde un pequeño mechón dorsal de vellos negros salpicado de un punto blanco.